# Teorema d'Euler (geometria diferencial)

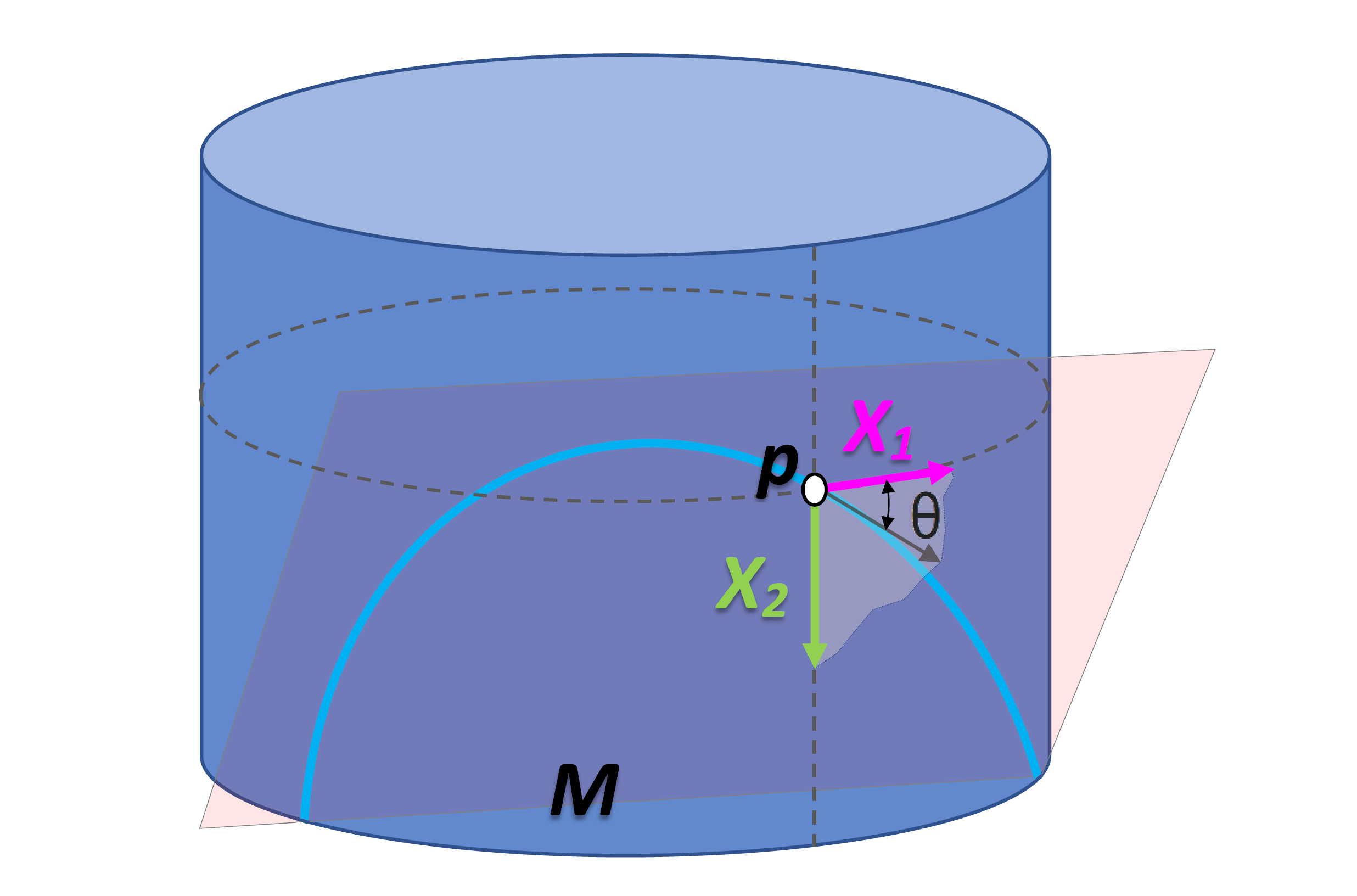
Aplicació del teorema d'Euler a un punt d'una corba inscrita en un cilindre

En el camp matemàtic de la geometria diferencial, el teorema d'Euler és un resultat que permet determina la curvatura en els punts d'una corba inscrita en una superfície. El teorema estableix l'existència en cada punt de la superfície de dues curvatures principals i de les corresponents direccions principals associades en què la superfície es corba més i menys. El teorema duu el nom de Leonhard Euler, que el va demostrar l'any 1760.

## Desenvolupament
Més precisament, sigui M una superfície en l'espai euclidià tridimensional i p un punto en M. El pla normal a la superfície en el punt p és un pla que passa per p i que conté el vector normal a M. Per cada vector unitari tangent a M en p, hi passa un pla normal PX que genera una corba plana en seccionar M. Aquesta corba té una certa curvatura κX quan es considera inscrita en el pla PX. Sempre que no totes les curvatures κX siguin iguals, existeix algun vector unitari X1 per al qual k1 = κX1 és el més gran possible, i un altre vector unitari X2 per al qual k2 = κX2 és el més petit possible. El teorema d'Euler afirma que X1 i X2 són perpendiculars entre sí i que, a més, si X és qualsevol vector que forma un angle θ amb X1, llavors

| {\displaystyle \kappa _{X}=k_{1}\cos ^{2}\theta +k_{2}\sin ^{2}\theta .\,} | \| \| \| \| \| \| \| \| | (1) |
|                                                                            |                         |     |
|                                                                            |                         |     |
Les quantitats k1 i k2 reben el nom de curvatures principals, i X1 i X2 són les direccions principals corresponents. L'equació (1) de vegades rep el nom d'equació d'Euler.
Sigui θ l'angle que forma la tangent a una corba (inscrita en la superfície) en un punt donat p respecte del vector X1, la fórmula d'Euler permet obtenir la curvatura de la corba en el punt p.